# TiVo Corporation
TiVo Corporation (tidligere Rovi Corporation og Macrovision Solutions Corporation) er en amerikansk teknologivirksomhed. Hovedkvarteret ligger i San Jose, Californien, og firmaet er primært involveret i at give licens for sin intellektuel ejendomsret inden for forbrugerelektronikindustrien, herunder styring af digitale rettigheder, elektronisk program guide software, og metadata. Selskabet har over 6.000 afventende og registrerede patenter. Selskab tilbyder også analyse- og anbefalingsplatforme til videobranchen.
I 2016 erhvervede Rovi digital video recorder-skaberne TiVo Inc., og omdøbt sig selv til TiVo Corporation. Den 13. november 2017, annoncerede TiVo udnævnelse af veteran tech exec Enrique Rodriguez som selskabets nye administrerende direktør.